# Бовілл (Айдахо)
Бовілл (англ. Bovill) — місто в окрузі Лата, штат Айдахо, США. Згідно з переписом 2010 року населення становило 260 осіб, що на 45 осіб менше, ніж 2000 року.

## Географія
Бовілл розташований за координатами 46°51′32″ пн. ш. 116°23′36″ зх. д. / 46.85889° пн. ш. 116.39333° зх. д. (46.858905, -116.393216).  За даними Бюро перепису населення США в 2010 році місто мало площу 0,49 км², уся площа — суходіл. В 2017 році площа становила 0,41 км², уся площа — суходіл.

## Демографія

### Перепис 2010 року
За даними перепису 2010 року, у місті проживало 260 осіб у 105 домогосподарствах у складі 68 родин. Густота населення становила 528,3 ос./км². Було 127 помешкань, середня густота яких становила 258,1/км². Расовий склад міста: 96,5 % білих і 3,5 % людей, які зараховують себе до двох або більше рас. Іспанці та латиноамериканці незалежно від раси становили 0,4 % населення.
Із 105 домогосподарств 29,5 % мали дітей віком до 18 років, які жили з батьками; 52,4 % були подружжями, які жили разом; 9,5 % мали господиню без чоловіка; 2,9 % мали господаря без дружини і 35,2 % не були родинами. 27,6 % домогосподарств складалися з однієї особи, у тому числі 11,5 % віком 65 і більше років. У середньому на домогосподарство припадало 2,48 мешканця, а середній розмір родини становив 3,03 особи.
Середній вік жителів міста становив 43 роки. Із них 25,4 % були віком до 18 років; 7,4 % — від 18 до 24; 20,3 % від 25 до 44; 32 % від 45 до 64 і 15 % — 65 років або старші. Статевий склад населення: 51,5 % — чоловіки і 48,5 % — жінки.
Середній дохід на одне домашнє господарство  становив 39 036 доларів США (медіана — 35 000), а середній дохід на одну сім'ю — 43 448 доларів (медіана — 33 750). За межею бідності перебувало 27,6 % осіб, у тому числі 60,5 % дітей у віці до 18 років та 14,3 % осіб у віці 65 років та старших.
Цивільне працевлаштоване населення становило 85 осіб. Основні галузі зайнятості: сільське господарство, лісництво, риболовля — 24,7 %, виробництво — 22,4 %, роздрібна торгівля — 18,8 %.

### Перепис 2000 року
За даними перепису 2000 року, у місті проживало 305 осіб у 116 домогосподарствах у складі 82 родин. Густота населення становила 654,2 ос./км². Було 128 помешкань, середня густота яких становила 274,6/км². Расовий склад міста: 96,07 % білих, 0,33 % індіанців, 0,98 % азіатів, 0,33 % інших рас і 2,30 % людей, які зараховують себе до двох або більше рас. Іспанці та латиноамериканці незалежно від раси становили 2,95 % населення.
Із 116 домогосподарств 36,2 % мали дітей віком до 18 років, які жили з батьками; 62,9 % були подружжями, які жили разом; 6,0 % мали господиню без чоловіка, і 29,3 % не були родинами. 22,4 % домогосподарств складалися з однієї особи, у тому числі 8,6 % віком 65 і більше років. У середньому на домогосподарство припадало 2,63 мешканця, а середній розмір родини становив 3,13 особи.
Віковий склад населення: 28,2 % віком до 18 років, 6,9 % від 18 до 24, 29,8 % від 25 до 44, 27,2 % від 45 до 64 і 7,9 % років і старші. Середній вік жителів — 36 років. Статевий склад населення: 51,5 % — чоловіки і 48,5 % — жінки.
Середній дохід домогосподарств у місті становив $36 875, родин — $41 827. Середній дохід чоловіків становив $33 750 проти $21 875 у жінок. Дохід на душу населення в місті був $12 471. Приблизно 14,1 % родин і 18,1 % населення перебували за межею бідності, включаючи 24,0 % віком до 18 років і жодного від 65 і старших.